# 기아 콩코드
기아 콩코드(Kia Concord)는 1987년 10월부터 1995년 6월까지 기아자동차가 생산한 전륜구동 중형 세단이다.

## 1세대(NB-V)

### 콩코드(1987년~1991년)

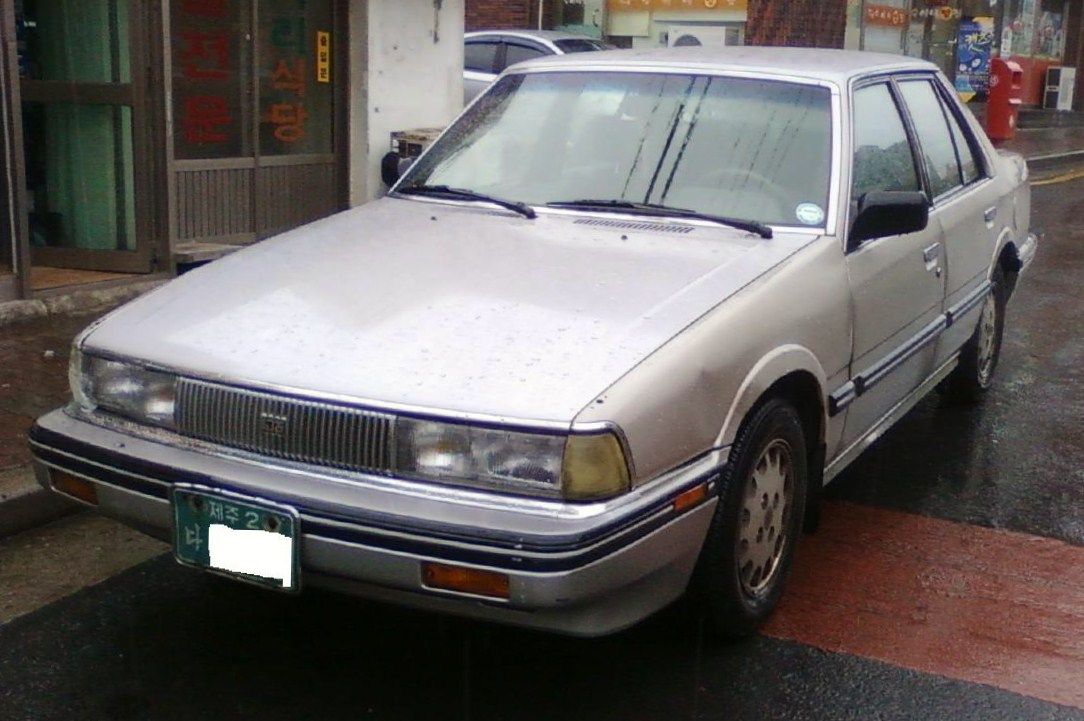
기아 콩코드 정측면

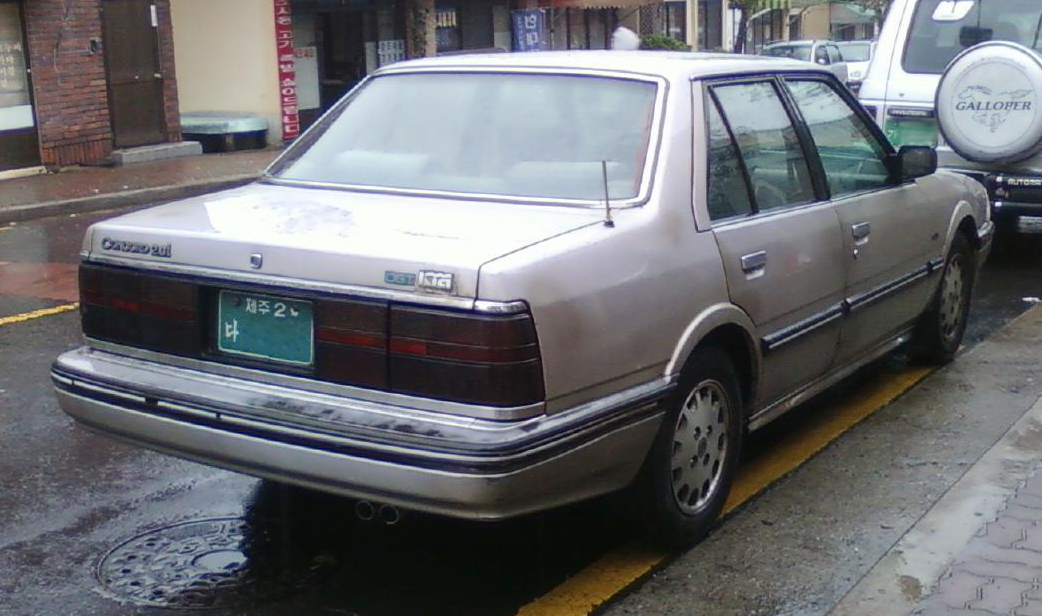
기아 콩코드 후측면

전두환 정부가 내린 2.28 조치(자동차 산업 합리화 조치)가 1987년에 해제됨에 따라 승용차를 생산할 수 있게 된 기아산업(현 기아자동차)은 경쟁사인 현대자동차와 대우자동차(현 한국GM)의 승용차 시장 독점에 대항하고자 1987년 3월에 프라이드를 출시하여 큰 성공을 거두었다. 그러나 중형차 시장에서 밀릴 수 없다는 생각을 가진 기아자동차는 NB-V라는 프로젝트명으로 4년 간 개발한 중형차를 같은 해 10월 16일에 마쓰다 카펠라(4세대)를 베이스로 하여 출시했다. 출시 당시에는 2.0L 가솔린 SOHC만 있었으나, 1988년에 2.0L 디젤 SOHC(4월), 1.8L 가솔린 SOHC(5월), 1.8L LPG SOHC(택시, 8월) 등이 차례대로 출시되었다. 특히 1988년 7월에 출시된 DGT 트림은 중앙 집중식 LCD 계기판을 달았으며, DGT는 디지털(Digital)을 의미한다. 이 때부터 파워 안테나가 신규 적용되어 조수석 A 필러 근처에서 조수석 뒷 팬더 근처로 옮겨졌다. 콩코드는 점잖은 디자인으로 인하여 변호사나 의사 등 전문직 종사자나 사회 지식인층이 탄다는 인식이 많아지기도 하였다. 또한 콩코드는 1세대 카레이서라 불리는 박정룡 선수가 모터 스포츠에 사용한 차로 화제가 되었다. 대한민국에 모터 스포츠가 처음으로 도입되던 시기에 박정룡 선수는 프라이드로 레이서계의 왕좌로 군림하였으나, 다른 카레이서들에 비해 그 실력이 너무 출중하여 경기의 주최측으로부터 다른 차를 타야지만 출전할 수 있다거나, 또는 가장 끝 자리에서만 출발할 수 있다는 페널티가 박정룡 선수에게만 주어졌다. 결국 가장 끝 자리에서 출발하는 것도 억울한 상황에서 소형차들에 비하여 다소 무겁고 크기가 커서 자동차 경기에는 적합하지 않은 중형차를 타야 하였고, 그 당시 탔던 자동차가 콩코드였다. 콩코드는 당시 고속도로에서 현대 그랜저에 뒤지지 않는 성능을 발휘하여 고속도로의 제왕이라는 별칭이 따르기도 하였다.
출시 초기부터 1989년까지 소하동 공장에서 생산했고, 생산라인을 석천리 공장으로 이전한 후에는 단종될 때까지 석천리에서 생산했다.

#### 제원
- 전장(mm) : 4,550(1987년~1989년)/4,570(1989년~1991년)
- 전폭(mm) : 1,705(1987년~1989년)/1,720(1989년~1991년)
- 전고(mm) : 1,405
- 축거(mm) : 2,520
- 윤거(전, mm) : 1,440
- 윤거(후, mm) : 1,430
- 승차정원 : 5명
- 연료탱크용량(l) : 60
- 변속기 : 수동 5단/자동 3단(1987년 ~ 1991년), 자동 4단(1991년)
- 서스펜션(전/후) : 맥퍼슨 스트럿/맥퍼슨 스트럿
- 제동장치(전/후) : 벤틸레이티드 디스크/드럼
- 구동형식 : 전륜구동

| 구분               | 2.0 DOHC    | 2.0 SOHC                             | 1.8 SOHC                               | 1.8 LPG    | 2.0 디젤   |
| ------------------ | ----------- | ------------------------------------ | -------------------------------------- | ---------- | ---------- |
| 연료               | 가솔린      | 가솔린                               | 가솔린                                 | LPG        | 디젤       |
| 배기량(cc)         | 1,998       | 1,998                                | 1,789                                  | 1,789      | 1,998      |
| 최고출력(ps/rpm)   | 139/6,000   | 110/5,500                            | 95/5,000 (이후, 100/5,000으로 변경)    | 95/5,000   | 72/4,650   |
| 최대토크(kg*m/rpm) | 18.5/4,000  | 17.0/2,500                           | 16.2/2,200 (이후, 15.5/2,300으로 변경) | 16.2/2,200 | 13.8/2,500 |
| 공차중량(kg)       | 1,170       | 1,150                                | 1,140                                  | 1,140      | 1,180      |
| 연비(km/l)         | 11.55(수동) | 11.36(수동)(이후 12.77(수동)로 변경) | 12.87(수동)                            |            |            |

### 뉴 콩코드(1991년~1995년)

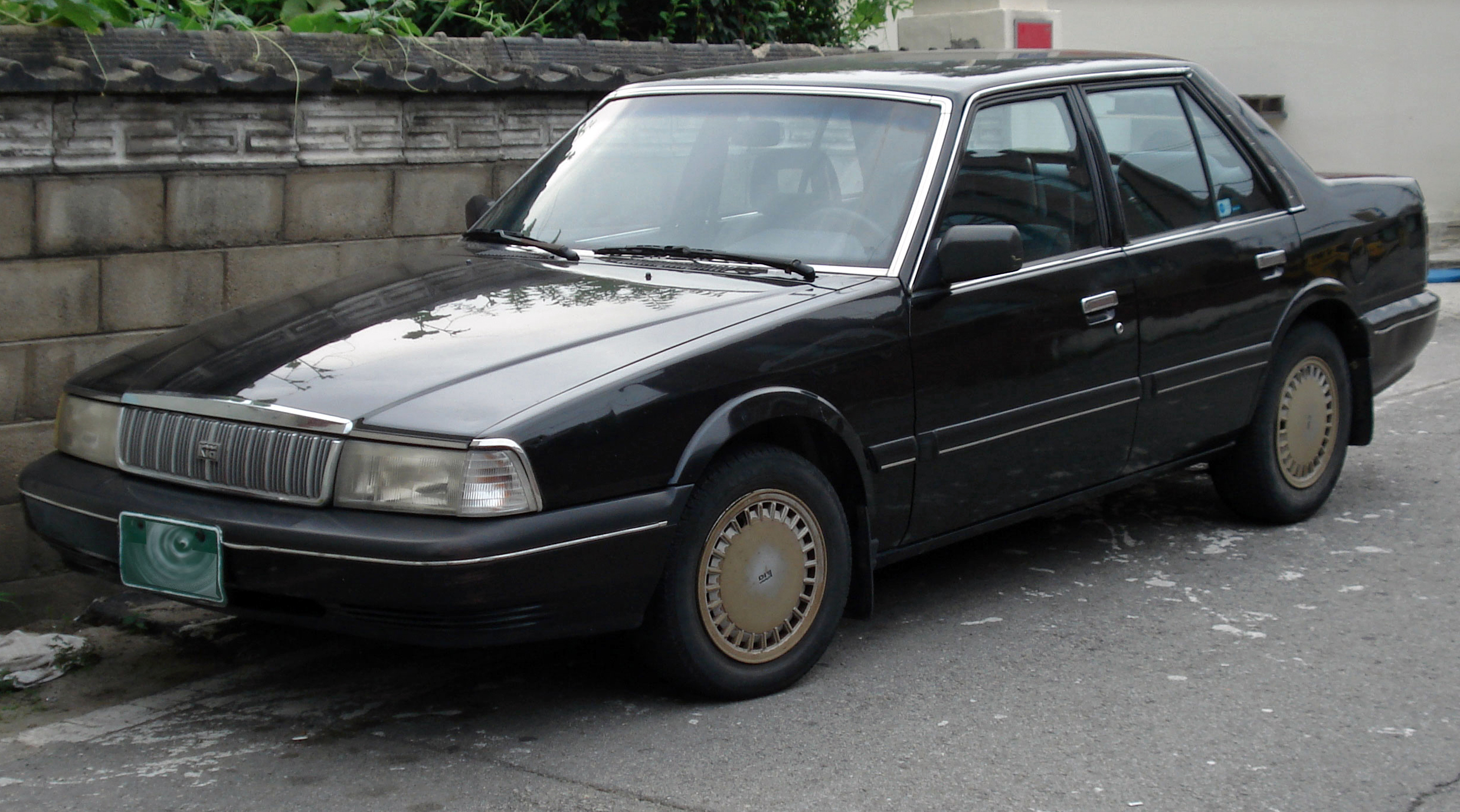
기아 뉴 콩코드 (전기형) 정측면

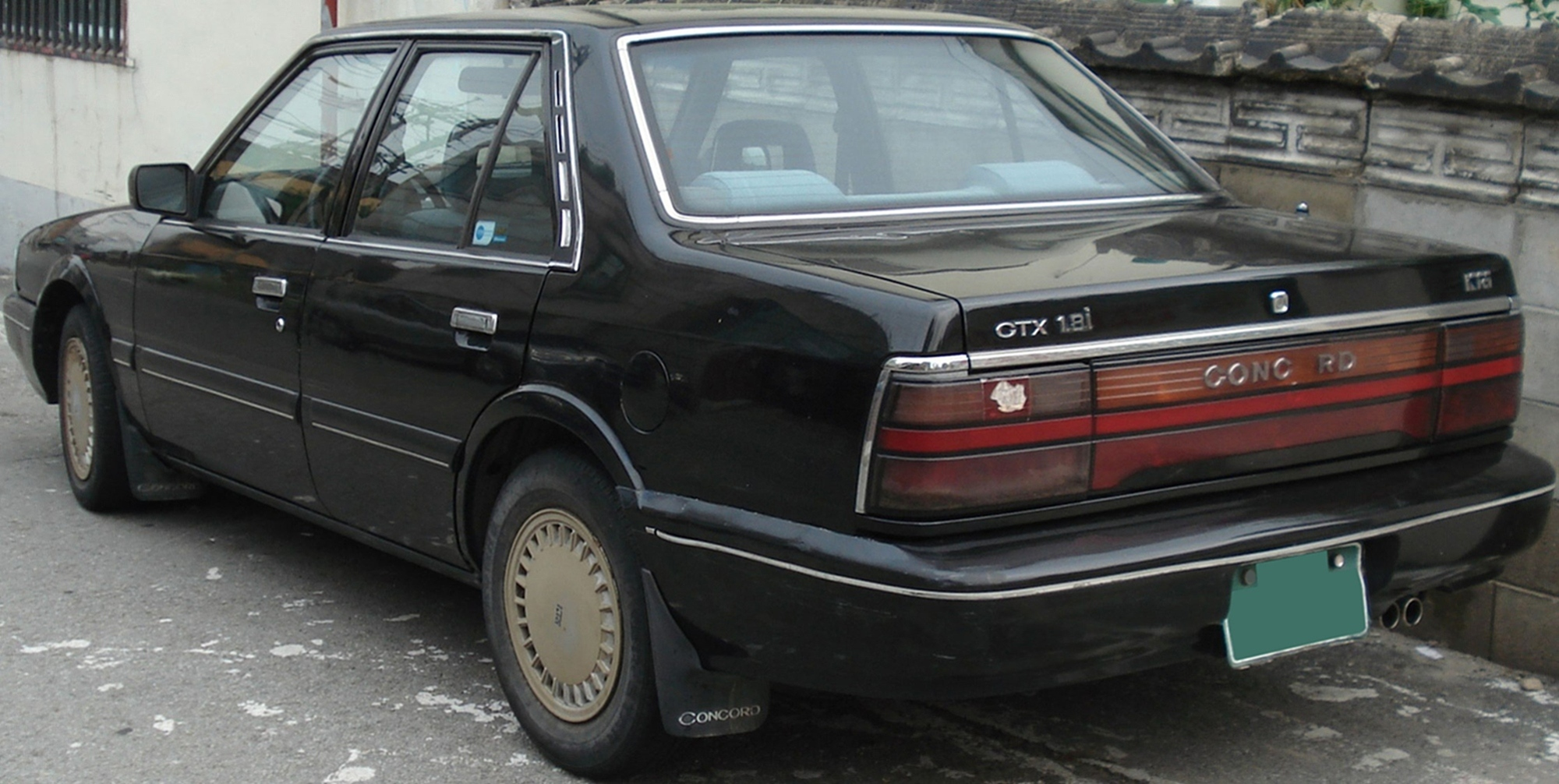
기아 뉴 콩코드 (전기형) 후측면

1991년 3월에 페이스리프트를 거친 뉴 콩코드가 출시되었다. 뒷 번호판이 장착되는 위치가 트렁크에서 범퍼로 옮겨졌고, 헤드램프와 라디에이터 그릴에 볼륨감을 더하였다. 1992년 3월에는 2.0L 가솔린 DOHC가 출시되었고, 1993년 3월에는 대한민국산 중형 승용차 최초로 운전석 에어백이 적용되었다. 1995년 6월에 후속 차종인 크레도스가 시판되어 단종되었다.

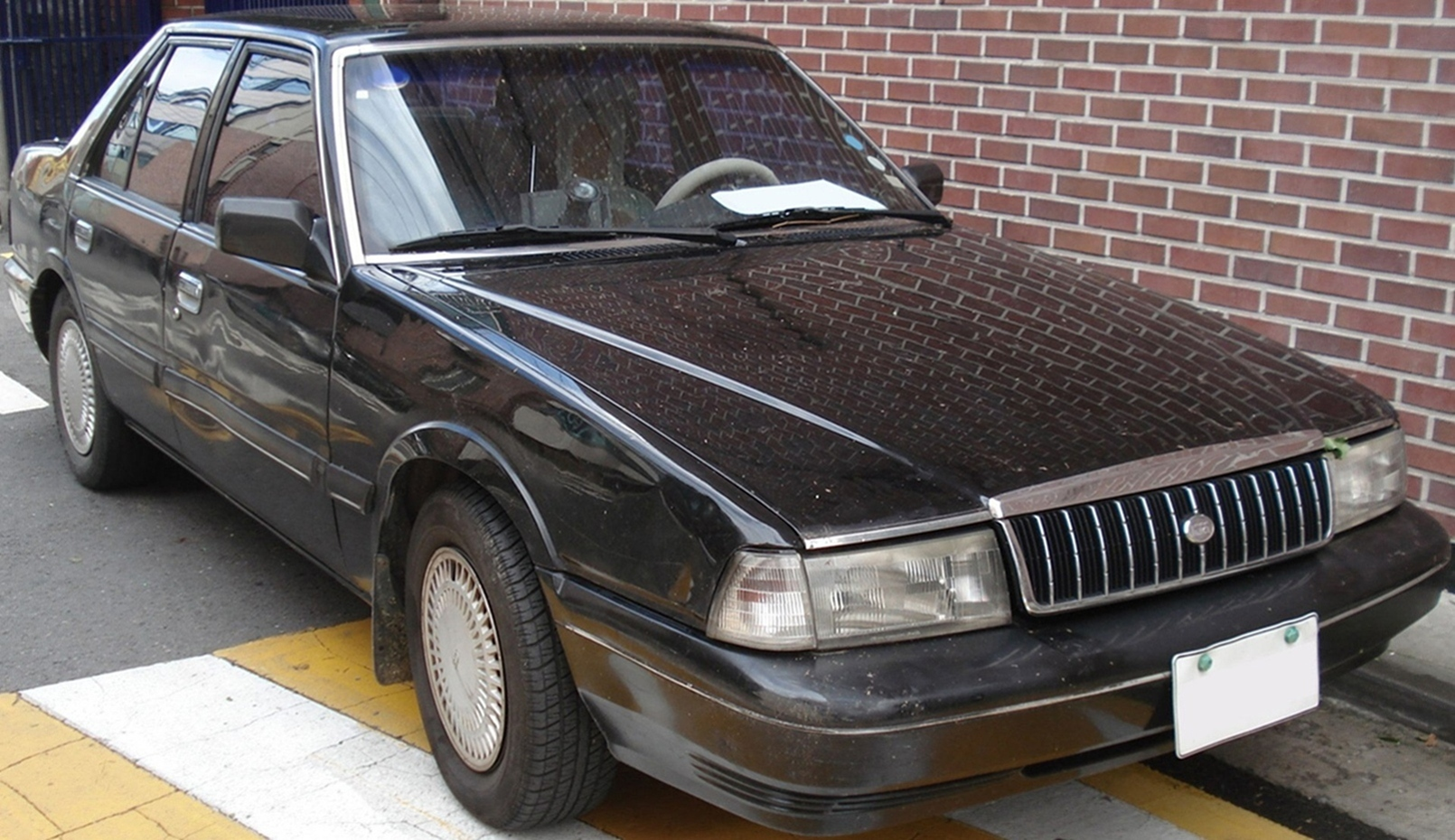
기아 뉴 콩코드 (중기형) 정측면
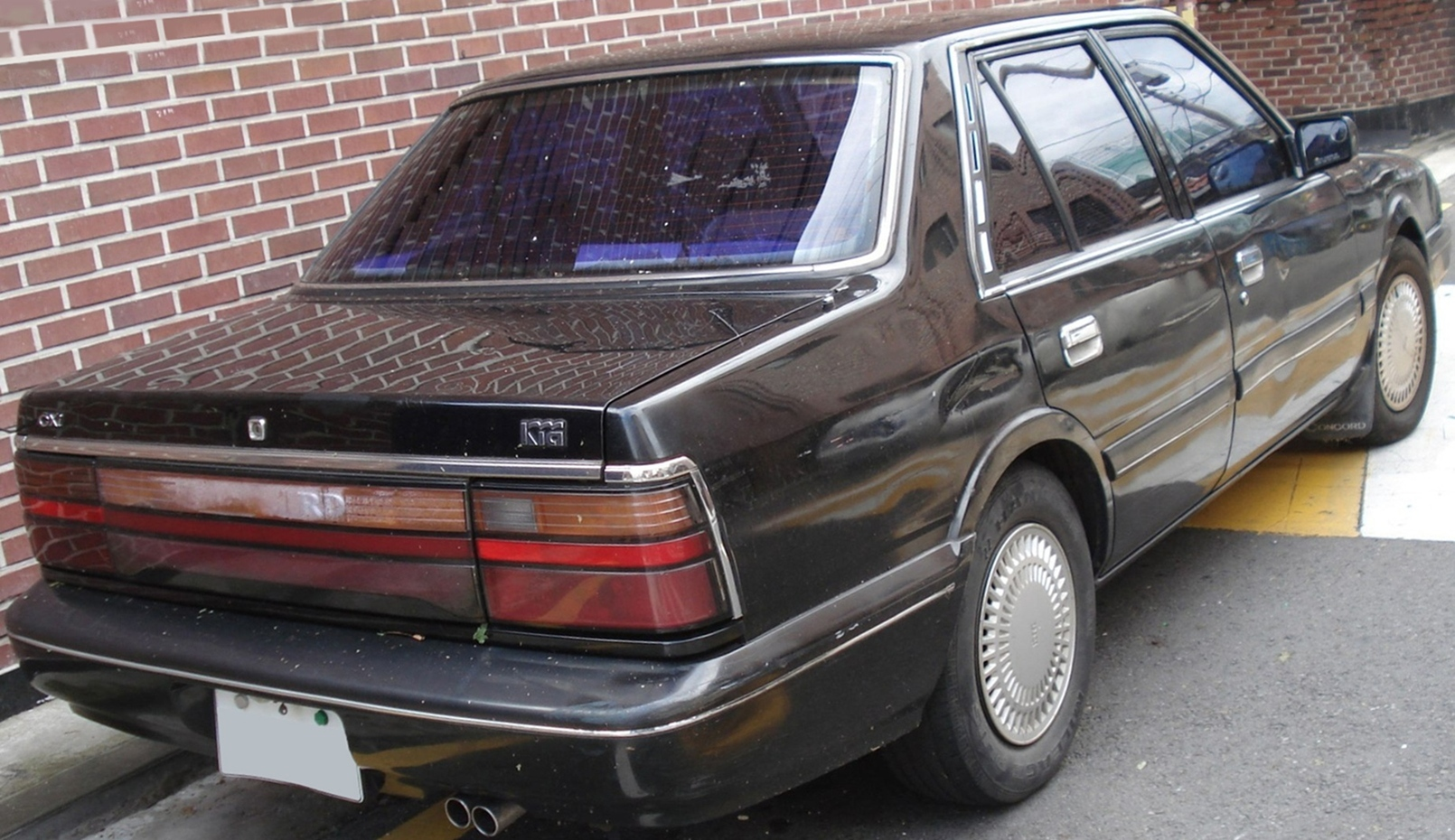
기아 뉴 콩코드 (중기형) 후측면

#### 제원
- 전장(mm) : 4,570(1991년~1995년)
- 전폭(mm) : 1,720(1991년~1995년)
- 전고(mm) : 1,405
- 축거(mm) : 2,520
- 윤거(전, mm) : 1,440
- 윤거(후, mm) : 1,430
- 승차정원 : 5명
- 연료탱크용량(l) : 60
- 변속기 : 수동 5단/자동 3단(1.8L)자동 4단(2.0L GLX DI, 2.0L OMEGA)
- 서스펜션(전/후) : 맥퍼슨 스트럿/맥퍼슨 스트럿
- 제동장치(전/후) : 벤틸레이티드 디스크/드럼
- 구동형식 : 전륜구동

| 구분               | 2.0 DOHC    | 2.0 SOHC                             | 1.8 SOHC    | 1.8 LPG    | 2.0 디젤   |
| ------------------ | ----------- | ------------------------------------ | ----------- | ---------- | ---------- |
| 연료               | 가솔린      | 가솔린                               | 가솔린      | LPG        | 디젤       |
| 배기량(cc)         | 1,998       | 1,998                                | 1,789       | 1,789      | 1,998      |
| 최고출력(ps/rpm)   | 139/6,000   | 110/5,500                            | 100/5,000   | 95/5,000   | 72/4,650   |
| 최대토크(kg*m/rpm) | 18.5/4,000  | 17.0/2,500                           | 15.5/2,300  | 16.2/2,200 | 13.8/2,500 |
| 공차중량(kg)       | 1,170       | 1,150                                | 1,140       | 1,140      | 1,180      |
| 연비(km/l)         | 11.55(수동) | 11.36(수동)(이후 12.77(수동)로 변경) | 12.87(수동) |            |            |

## 미디어 속의 콩코드

### 방송
- 긴급구조 119에서는 1997년 10월 1일 제144회 《넥타이 때문에...》에서 대전광역시의 한 아파트 지하주차장에서 부인이 차를 몰고 운전하다 기둥에 부딪혀 냉각장치가 깨져 냉각수가 새고 있는 콩코드를 남편이 정비중 넥타이에 그만 들어가버려 협착으로 인해 1시간동안 의식불명으로 있다가 이후 구조되었는데 해당 차량은 콩코드 2.0 GLX DGT이다.

### 영화
- 투캅스에서는 강민호 형사(박중훈 분)가 경찰 임용 후 첫 출근시 타고 오는 택시로 출연하는데, 해당 차량은 콩코드 1.8 LPG(은색 일반 택시)이다.
- 투캅스에서는 이형구 형사(김보성 분)가 경찰 임용 후 첫 출근시 타고 오는 모범택시로 출연하는데, 해당 차량은 뉴 콩코드 1.8 LPG(검은색 모범 택시)이다.

### 드라마
- 제빵왕 김탁구에서는 구일중 회장님 주치의분 자가용으로 출연하는데, 해당 차량은 뉴 콩코드 1.8이다.
- 응답하라 1988에서는 쌍문동을 떠나 판교로 이사가는 덕선이네 자가용으로 출연하는데, 해당 차량은 뉴 콩코드 1.8이다.
- 재벌집 막내아들에서는 대영모터스 측 레이싱카로 출연하는데 해당 차량은 뉴 콩코드 1.8이다.